# Виводок

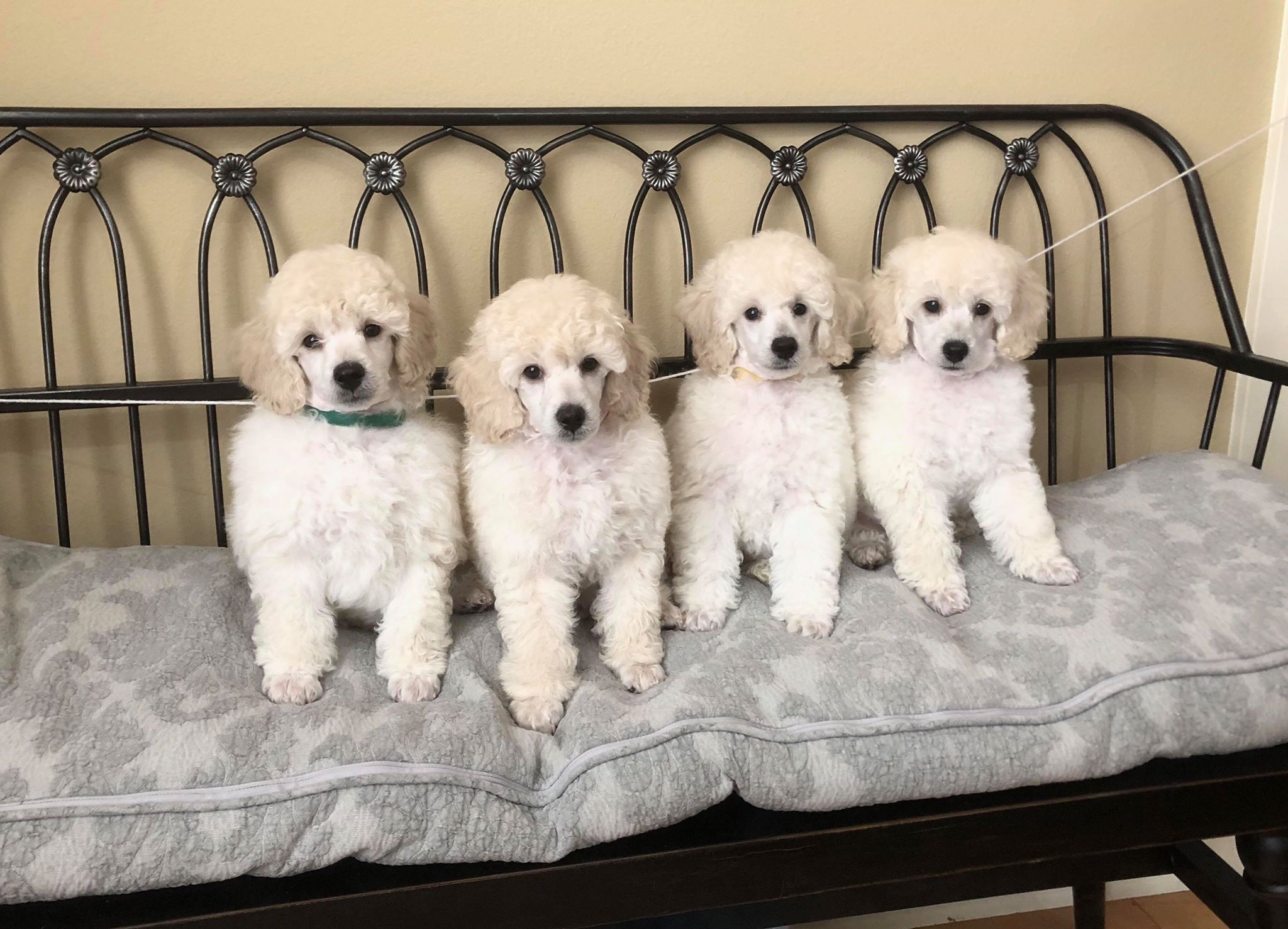
Виводок щенят 8-місячного віку

Виводок — сукупність малят, виведених однією самкою, які тримаються разом. Зазвичай так називають малят, виведених за один період висиджування яєць (у птахів та рептилій), чи за одні пологи (у ссавців) та які тримаються разом.
Кількість виводків протягом життя тварини залежить від віку, статі, виду, погодних умов тощо.
Кількість тварин, народжених у виводку залежить також від виду. За один виводок пінгвіни виводять одне пташеня. За один виводок курка здатна вивести понад 20 курчат.

## Приплід
Приплодом називають приріст потомства у тварин, які мають господарче значення: корів, кіз, овець, свиней, коней, а також птиці. Також приплід — молодняк, народжений тваринами, потомство, іноді вживають це слово як синонім до «виводок».

## Понос
Сукупність малят ссавців, народжених одноразово, називають поносом або окотом. Для деяких видів тварин понос має окремі найменування:
- Опорос — одноразовий приплід у свиней[5].
- Отел — одноразовий приплід у корів.
- Окріл — одноразовий приплід у кролів[6].